# Palang Āzād
Palang Āzād (persiska: پلنگ آزاد) är en ort i Iran.   Den ligger i provinsen Mazandaran, i den norra delen av landet, 190 km nordost om huvudstaden Teheran. Palang Āzād ligger 15 meter över havet och antalet invånare är 452.
Terrängen runt Palang Āzād är platt åt nordväst, men åt sydost är den kuperad.Runt Palang Āzād är det ganska tätbefolkat, med 111 invånare per kvadratkilometer. Närmaste större samhälle är Sari, 13,2 km sydväst om Palang Āzād. Trakten runt Palang Āzād består till största delen av jordbruksmark.